# Crisóquero
Crisóquero, también conocido como Crysocheir (en griego: Χρυσόχειρ) o Crysocheiros (en griego: Χρυσόχειρος) cuyo significado es «mano de oro», fue el segundo y último líder de los paulicianos, una secta cristiana perseguida por el Imperio bizantino con sede en Tefrique, de 863 a 872. 

## Biografía

Asia Menor bizantina y región fronteriza árabe-bizantina a mediados del.

De acuerdo con las crónicas bizantinas, Crisóquero fue sobrino del líder pauliciano Carbeas. Además, según Pedro el Siciliano, era sobrino y yerno de Carbeas, lo que indica que se había casado con su primo hermano, una práctica fuertemente condenada por la Iglesia bizantina. Tras el pogromo anti-paulista ocurrido en 843 por orden de la emperatriz regente Teodora, Carbeas y muchos de sus seguidores huyeron a los emiratos de la frontera musulmana  y establecieron un principado independiente centrado en Tefrique. Desde allí, Carbeas dirigió a los paulicianos en una guerra contra el Imperio bizantino del lado de los musulmanes hasta su muerte en 863.
No se sabe nada de los primeros años de vida de Crisóquero antes de la sucesión de su tío. Al igual que Carbeas, Crisóquero puede haber servido en su juventud en el ejército bizantino. Como firme enemigo de Bizancio, Crisóquero dirigió varias incursiones en el territorio bizantino, incluso hasta las costas occidentales de Asia Menor y las proximidades de Nicea, Nicomedia y Éfeso. En este último, se informa que profanó la Iglesia de San Juan Evangelista al usarla de caballeriza. El emperador Basilio I, el macedonio, envió emisarios para ofrecer la paz en 869/870, pero la oferta fue rechazada por Crisóquero, quien supuestamente exigió que el emperador primero abandonara la mitad oriental de sus territorios en Asia Menor. Es muy probable que la embajada fuera dirigida por Pedro el siciliano, quien informa que pasó nueve meses en Tefrique casi al mismo tiempo tratando de organizar la liberación de prisioneros de guerra de alto rango. Sin embargo, esta hipótesis no es aceptada por todos los estudiosos modernos.
En 871, el propio emperador Basilio dirigió un ataque contra Tefrique, pero no pudo tomar la ciudad y se retiró. En 872/873, el doméstico de las escolas Cristóbal lideró otra campaña que obtuvo una victoria decisiva contra los paulicianos en la Batalla de Bathys Ryax. Durante dicha batalla, Crisóquero fue asesinado por un soldado común llamado Pulades. Su cabeza fue cortada y enviada a Constantinopla, donde según los informes, Basilio le disparó con su arco clavándole tres flechas. No fue sino hasta seis años después que Tefrique cayó en manos de los bizantinos, poniendo fin al principado pauliciano. Sin embargo, algunos eruditos modernos fechan la derrota y muerte de Crisóquero en el mismo año que ocurrió la caída de Tefrique (es decir, 878/879).
Se considera comúnmente que la memoria de Crisóquero sobrevivió en el poema épico bizantino Digenes Akritas en forma de «Crysoberges» (en griego: Χρυσοβέργης), el abuelo paterno musulmán del héroe epónimo.